# Perfect Illusion
Perfect Illusion – singel amerykańskiej wokalistki Lady Gagi, wydany jako pierwszy utwór promujący album Joanne. Za produkcję piosenki odpowiedzialni są Kevin Parker, Stefani Germanotta, Mark Ronson oraz M. Tucker. Ten sam zespół osób pracował przy tworzeniu tekstu utworu. Perfect Illusion został wykonany po raz pierwszy na żywo w Moth Club w Londynie 10 września 2016 roku.

## Teledysk
Teledysk do singla został wyreżyserowany przez Ruth Hogben i Andreę Gelardin. Poszczególne sceny były kręcone przez dwa dni na pustyni w okolicach Los Angeles. Za dobór kostiumów odpowiadał długoletni współpracownik Gagi Brandon Maxwell. Światowa premiera teledysku miała miejsce 20 września 2016 roku podczas emisji pierwszego odcinka drugiego sezonu serialu Królowe krzyku na kanale FOX. 

## Notowania
| Lista przebojów (2016)                    | Najwyższa pozycja |
| ----------------------------------------- | ----------------- |
| Australia (ARIA Charts)                   | 14                |
| Austria (Ö3 Austria Top 40)               | 21                |
| Belgia (Ultratop Flandria)                | 43                |
| Belgia (Ultratop Walonia)                 | 1                 |
| Czechy (Rádio Top 100)                    | 7                 |
| Finlandia (Suomen virallinen lista)       | 1                 |
| Francja (SNEP)                            | 1                 |
| Grecja (Digital Songs)                    | 1                 |
| Hiszpania (PROMUSICAE)                    | 1                 |
| Holandia (Airplay Top 50)                 | 58                |
| Irlandia (IRMA)                           | 22                |
| Japonia (Japan Hot 100)                   | 35                |
| Kanada (Billboard Canadian Hot 100)       | 17                |
| Niemcy (Media Control Charts)             | 31                |
| Nowa Zelandia (Recorded Music NZ)         | 31                |
| Polska (AirPlay – Top)                    | 50                |
| Portugalia (AFP)                          | 14                |
| Słowacja (Singles Digitál Top 100)        | 4                 |
| Słowenia (SloTop50)                       | 28                |
| Stany Zjednoczone (Hot 100)               | 15                |
| Szwajcaria (Schweizer Hitparade)          | 16                |
| Szwecja (Sverigetopplistan)               | 38                |
| Węgry (Single Top 40)                     | 3                 |
| Wielka Brytania (Official Charts Company) | 12                |
| Włochy (FIMI)                             | 5                 |